# محاولة اغتيال علي خامنئي 1981
وقعت محاولة اغتيال آية الله علي خامنئي في 27 يونيو 1981، عندما كان يلقي الخطاب في صلاة مسجد أبوذر، انفجرت القنبلة في مسجّل الشريط الذي كان موجها أمامه، وأصيبت ذراعه وحباله الصوتية ورئته إصابات خطيرة وانقطعت عدد من العروق وعصبات من يده اليمنى فأُصيبت يده بالشلل التّـام.

## خلفية
بعد عودة آية الله روح الله الخميني من المنفى إلى إيران والتي أدت إلى انتصار الثورة الإسلامية في إيران عام 1979 مـ، قام بعض المجموعات والحرکات المعارضة للثورة ومبادئها، بالأنشطة التخريبية تجاه الثورة واغتيال أهم شخصياتها ومنظّريها. التفجيرات والاشتباكات المسلحة المتفرقة والاستعدادات لتنفيذ الاغتيالات واسعة النطاق بدأت منذ باكر يوم 19 يونيو 1981 . في يوم 22 يونيو 1981 تم تفجير قنبلة في قاعة محطة القطارات في وقت نزول وصعود الركاب إلى القطار مما أدى إلى مقتل 7 اشخاص وما يزيد عن 50 جريح. في اليوم التالي 23 يونيو 1981 بفضل ذكاء المواطنين تم كشف قنبلة قوية بجانب معهد فني للبنات في طهران وتفكيكه. في الحقيقة بدأت عملية تصفية كبار المسؤولين السارين على نهج الخميني من قبل منظمة مجاهدي خلق في يوم 26 يونيو 1981 بتفجير قنبلة كانت قد وضعت في جهاز تسجيل على المنصة الخشبية الذي كان آية الله الخامنئي واقفا خلفا يلقي بمحاضرته في مسجد أبو ذر في طهران. ومن ضمن هذه المحاولات کان تفجير هفت تير الذي وقع في المقر الرئيسي للحزب الجمهوري الإسلامي في طهران وأدى إلی مقتل ثلاثة وسبعون مسؤولاً بالحزب الجمهوري الإسلامي، ومن بينهم قاضي القضاة آية الله محمد بهشتي. وفي حادثة أخرى التي وقعت في 30 أغسطس عام 1981، تمّ اغتيال الرئيس محمد علي رجائي وکذلك رئيس الوزراء محمد جواد باهنر وثلاثة آخرين بعد انفجار حقيبة في قاعة المؤتمرات لمجلس الدفاع الأعلى في إيران من قبل ناشط في حركة مجاهدي خلق.
أيضا في أوائل عام 1980، حاولت مجاهدين خلق اغتيال أكثر من 70 من رجال الدين والسياسيين الإيرانيين. واستمرّت الاغتيالات واستهدفت أهم شخصيات الثورة الإسلامية إلی أن وصل الدور إلی علي الخامنئي الذي کان إمام جمعة طهران وممثل آية الله الخميني في المجلس الأعلی للدفاع الوطني آنذاك.

### خطبة الخامنئي قبل يوم من الحدث
في 26 يونيو المقارن ليوم الجمعة التي قد أجريت فيها الانتخابات النصفية لمجلس الشوري الإسلامي في 19 مدينة، ترافقت الانتخابات بحضور واسع النطاق من الشعب الإيراني في مراسيم صلاة الجمعة والمظاهرات وهتافات مختلف أطياف الشعب إعلانا لمخالفتهم لرئيس الجمهورية المؤقّتة أبو الحسن بني صدر وحركة مجاهدي خلق. في ذلك اليوم كان آية الله علي الخامنئي إماما لصلاة الجمعة بطهران وقدّم خلالها تحليلا حول أداء هذه الحرکة مخاطبا قادة منظمة مجاهدي خلق:
 كما ناشد الخامنئي في خطبته الشباب المناصرين للمنظمة ودعاهم إلى التفكير والانتباه والتدقيق في الحقائق وقبول النصائح ممّن يريدون لهم الخير والصلاح وحذّرهم من السير وراء خُطى قادة المنظمة. بعد أن تم إلقاء القبض على سودابه سديفي مستشارة بني صدر وادلائها بالاعترافات قالت خلال اعترافاتها بأن بني صدر بعد أن تم إعفائه من الرئاسة الجمهورية واختفائه، أرسل رسالة إلي مسعود رجوي بأنه " ينبغي ضرب رؤوسهم (رؤوس الحكومة الإسلامية) ولم يكن أي حل غير هذا.

## حدث
بعد خمسة أيام من إقالة بني صدر، كانت أخبار اليوم تتعلق بالحرب العراقية الإيرانية وتمرد حركة مجاهدي خلق بعد إعلان النزاع المسلح في 27 يونيو 1981، عندما عاد علي خامنئي من خط المواجهة للحرب وزار آية الله الخميني، ذهب إلى مسجد أبو ذر لإلقاء خطاب للمصلين هناك كما كان مقررا له ليوم السبت. يقع مسجد أبو ذر في أقصى الأحياء الجنوبية بطهران وكان آية الله الخامنئي يلقي محاضرات أسبوعية وجلسات المسائلة والإجابة في هذا المسجد بعد إقامة صلاة الظهر والعصر. في ذلك الوقت كان خامنئي ممثل آية الله الخميني في المجلس الأعلى للدفاع الوطني وكذلك أمام جمعة طهران. بعد إقامة صلاة الظهر، بدأ آية الله خامنئي لإلقاء محاضرة للمصلين الذين كتبوا أسئلتهم على ورقة وأرسلوها إليه. بعد بضعة دقائق تم استقرار مسجل الشريط مع الأوراق على المنصة الخشبية الذي كان الخامنئي واقفا خلفها ليلقي بمحاضرته، من قبل الشاب الذي اضغط على زر التشغيل. بعد دقيقة صوت مكبرات الصوت أصبح مثل الصافرة وفجأة انفجر مسجل الشريط. تقول التقارير بأنه لم تنفجر القنبلة كلها بل جزءا منها.

### إصابات

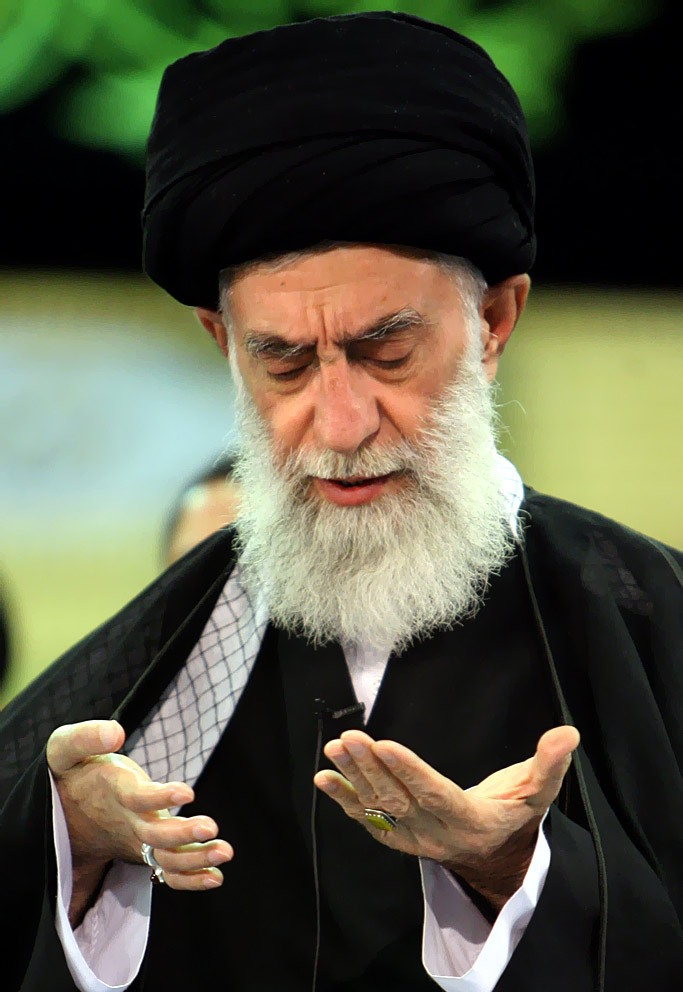
اليد اليمنی للخامنئي أصيب بالشلل التام جراء التفجير

وفقا للأخبار التي نشرت في ذلك الوقت، أدى التفجير إلی إصابة آية الله الخامنئي في أعلى الكتف وساقة اليمنى وانكسر عظم الترقوة وانقطعت عدد من العروق وعصبات من يده اليمنى فأُصيبت يده بالشلل التّـام.

## ردود الأفعال

### روح الله الخميني
قال روح الله الخميني خلال رسالة موجهه إلى علي الخامنئي: «إن اغتيال الشخصيات الثورية يؤدي إلى مضاعفة المقاومة في صفوف الشعب.» وضمن إشارته ضمنيا إلي مسؤولية المنافقين في هذه الفعلة وحول جوانب وآثارها، كتب هكذا:

### مسؤولو النظام
رئيس المحكمة العليا في البلاد محمد بهشتي، محمد علي رجائي رئيس الوزراء، ومجلس الشورى الإسلامي وسائر المؤسسات الثورية وحسين علي المنتظري أدانوا هذه الجريمة ضمن إرسال خطابات منفصلة وأشاروا تلويحا إلى مسؤولية حركة مجاهدي خلق بمحاولة اغتيال الخامنئي.

## منفذون
بعد وقوع الحدث أدان هذه الجريمة کلٌّ من رئيس المحكمة العليا في البلاد محمد بهشتي، محمد علي رجائي رئيس الوزراء، ومجلس الشوري الإسلامي وسائر المؤسسات الثورية وحسين علي المنتظري، ضمن إرسال خطابات منفصلة وأشاروا بشکل ضمني إلي مسؤولية حركة مجاهدي خلق بمحاولة اغتيال الخامنئي.
لكن لم تعلن منظمة مجاهدي خلق مسؤوليتها تجاه العملية. وحتي كانت قد كتبت بقلم سحري علي أجزاء من جهاز التسجيل الصوتي هذه الكلمات «هدية من جماعة فرقان» وانتشرت كراسة بتوقيع هذه الجماعة حول محاولة الاغتيال هذه وذلك في الوقت الذي كان المؤسس والاعضاء الرئيسيين لهذه الجماعة يقبعون في السجون بعد أن تم تحديد هويتهم في عام 1979 و1980. ولم يكن لهذه الجماعة في عام 1981 أي تنظيما نشطا داخل البلاد كي يتمكن أن يقوم بتنفيذ أي عمل مسلح.
في بعض اليبانات والكراسات التي أصدرتها هذه الجماعة كانت قد أثنت علي مؤسسي المنظمة وإيديولوجيتها وأعلنت عن دعمها لمنظمة مجاهدي خلق. وهنالك العديد من الوثائق تثبت علاقات تنظيمية كانت تربط منظمة مجاهدي خلق مع جماعة فرقان. لكن كان من الواضح أن منظمة مجاهدي خلق في بداية عملياته المسلّحة في يونيو 1981 قامت بطرح عنوان جماعة فرقان وانتشار البيانات المزورة والوهمية باسم هذه الجماعة سعيا لإخفاء وجهها الإرهابي وبا الإضافة إلي تشتيت انتباه الرأي العام وكان ذلك يضلل المسؤولين الأمنيين والقوي الأمنية من متابعة آثارهم.
صرح مساعد المدعي العام لمحكمة الثورة في ذكرياته بأنّ "جواد قديري كان مخطط تفجير مسجد أبوذر. أن المدعو جواد قديري من قدامي الأعضاء في منظمة مجاهدي خلق ومن مخترقي اللجنة الثورية المستقرة في الدائرة الثانية في الجيش بعد أن قام بمحاولة الاغتيال الفاشلة بحق آية الله علي الخامنئي هرب إلي خارج البلاد. في عام 1985 أعلن اسم جواد قديري ضمن قائمة أعضاء المجلس المركزي للمنظمة ك"عضو مركزي". في ذلك الوقت نشرت الجرائد في أخبارها ردود الأفعال الشعبية لمختلف الأطياف والجماعات السياسية التي كانت قد ألقت بمسؤولية تفجير مسجد أبوذر علي منظمة مجاهدي خلق.
بعد ذلك أيضا في بيان للوزراة الخارجية الأمريكية حول منظمة مجاهدي خلق اعتبرت وزارة الخارجية الأمريكية أن إصابة آية الله الخامنئي كان من ضمن مجموعة من الأعمال الإرهابية لمنظمة مجاهدي خلق. والمنظمة أيضا في رفضها هذه الحقيقة أعلنت مجددا بأن محاولة اغتيال الخامنئي "كان قبل بدء مجاهدي خلق المواجهة المسلحة" وجماعة فرقان هي التي نفذت هذه العملية ولا تمت لمنظة مجاهدي خلق أية صلة بهذا العمل". ومن الواضح جدا أن المنظمة نظرا إلي الأسباب السياسية والحقوقية والدعائية، رغم إعلانها عن مسؤوليتها إزاء العديد من أعمالها الإرهابية التي قامت بها بعد ذلك إلا أنها لا تزال لا تريد ولا يمكن لها أن تعلن بمسؤوليتها عن حادث تفجير يوم 26 يونيو 1981.

## وصلات خارجية
- يوتيوب - شاهد بالفيدئو لحظة محاولة اغتيال علي الخامنئي في مسجد أبوذر عام 1981